# Desa Pananjung (administrativ by i Indonesien, lat -7,68, long 108,65)
Desa Pananjung är en administrativ by i Indonesien.   Den ligger i provinsen Jawa Barat, i den västra delen av landet, 260 km sydost om huvudstaden Jakarta.